# Trofeo Topolino di sci alpino
Il Trofeo Topolino di sci alpino è stato una competizione sciistica internazionale, organizzata in Italia a partire dal 1957 sotto l'egida della Disney Italia. Dal 1970 aveva lo status di "Criterium internazionale giovani FIS". È stata soppressa a fine 2016 e dall'edizione 2017 è stata rinominata Alpecimbra FIS Children Cup.

## Storia

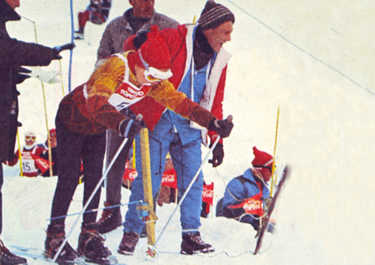
Gustav Thöni al Trofeo Topolino 1965

L'iniziativa nacque nel 1957  grazie al conduttore televisivo Mike Bongiorno e al giornalista Rolly Marchi, sotto la supervisione del maestro di sci e guida alpina Gigi Panei ed è stata in programma ogni anno per il terzo fine settimana di febbraio. L'esordio ebbe luogo nel 1958 a Courmayeur, prima del trasferimento sulle nevi del Cortina d'Ampezzo, l'anno seguente si svolse a Madonna di Campiglio, solo l'anno dopo approda al Monte Bondone (Trento), per volontà dello stesso Rolly Marchi. L'evento transitò poi in altre località trentine quali Folgarida, Pinzolo, Panarotta (Valsugana), per poi approdare nel 2010 a Folgaria, sempre in Trentino.
Un evento che nel 1970 è assurto a Criterium internazionale Giovani FIS, diventando così un Mondiale giovanile a tutti gli effetti, esibendosi poi in un continuo crescendo sia in termini di iscritti che di nazioni partecipanti, tant'è che ora si presentano al via ogni anno 350 atleti in rappresentanza di una cinquantina di nazioni, nonché di tutti e cinque i continenti.
Il Trofeo Topolino si è dimostrato negli anni una vera e propria fucina di campioni, come confermato da un albo d'oro farcito di grandi nomi dello sci alpino internazionale. Su tutti, spiccano il lussemburghese Marc Girardelli, capace di infilare una doppietta nel 1975, quando si impose sia tra le porte larghe del gigante che tra i pali stretti dello speciale (categoria Ragazzi), al successo poi anche nel 1977 nello slalom categoria Allievi e da professionista vincitore di ben 5 Coppe del Mondo assolute, lo svedese Ingemar Stenmark (1965) e l'italiano Gustav Thöni (1965).
Ma non sono stati gli unici in quanto hanno trionfato sulle nevi del Trofeo Topolino pure gli austriaci Hans Knauß, Benjamin Raich (slalom Ragazzi 1991) e Kurt Engl, il francese Jean-Pierre Vidal e lo svedese Markus Larsson. Tra i partecipanti, poi, si ricordano anche Alberto Tomba (solo 32° nel 1980), seguito negli anni successivi da Giorgio Rocca, Massimiliano Blardone, Manfred Mölgg e Davide Simoncelli, dagli austriaci Stephan Eberharter, Thomas Stangassinger, Patrick Ortlieb, Christian Mayer e Rainer Salzgeber, ma anche da altri due campionissimi svizzeri quali Pirmin Zurbriggen (al Trofeo Topolino nel 1976) e Paul Accola, senza dimenticare lo sloveno Jure Košir.
Sfogliando l'albo d'oro al femminile la lista si allunga ancora di più, partendo dall'altoatesina Denise Karbon, capace di una doppietta nel 1993 (slalom speciale e gigante categoria Ragazzi) e nel 2008 vincitrice della Coppa del Mondo di slalom gigante. L'albo d'oro ospita anche i nomi dell'austriaca Anita Wachter, delle svedesi Anna Ottosson e Pernilla Wiberg, della slovena Urška Hrovat, della finlandese Tanja Poutiainen, della croata Janica Kostelić della statunitense Lindsey Kildow (successivamente Lindsey Vonn), della slovacca Veronika Zuzulová, dell'azzurra Nadia Fanchini, e della statunitense Mikaela Shiffrin che nel 2010 vinse sia lo slalom speciale che gigante facendo segnare tempi migliori anche della categoria maschile, mentre la grande protagonista degli anni novanta Deborah Compagnoni dovette accontentarsi della semplice partecipazione.
La manifestazione ha perso il suo nome originario intitolato al personaggio disneyano nel 2016 con l'edizione numero 55 a seguito del ritiro della The Walt Disney Company Italia dal settore dello sport e la conseguente sparizione dei Trofei Topolino di tutte le discipline sportive. Dall'edizione 2017 il Criterium Internazionale Giovani FIS si chiama Alpecimbra FIS Children Cup si disputa sempre a Folgaria e continua ad essere la più importante e partecipata (41 nazioni nel 2017) gara al mondo per le categorie Ragazzi e Allievi (Children).

### Le gare
Quattro le gare in programma, ovvero un gigante ed uno slalom speciale per la categoria Allievi (14-15 anni) ed un gigante ed una “combirace” (un misto di porte da gigante e da slalom) per la categoria Ragazzi (12-13 anni). Per la squadra italiana, che ha diritto in quanto Paese ospitante a schierare due squadre da 10 atleti ciascuna (tutte le altre nazioni possono schierare al massimo 10 atleti ciascuna), qualche giorno prima delle gare internazionali si svolge una due giorni di selezione, una sorta di campionato italiano con la presenza di tutti i migliori giovani sul territorio nazionale.
Ai fini della composizione delle squadre, si tiene conto del miglior piazzamento ottenuto da ciascun atleta in una delle due gare in programma (gigante e combirace per i Ragazzi, gigante e speciale per gli Allievi) mentre, a parità di piazzamento, si dà priorità al risultato conseguito in gigante. In caso di ulteriore parità, viene scelto il concorrente partito con il numero di pettorale più alto. I venti atleti selezionati, poi, partecipano alle gare internazionali, per le quali vengono sorteggiati i pettorali assieme ai concorrenti delle altre nazioni.

### Premio di pittura
Parallelamente al Trofeo Topolino di sci alpino si svolgeva, a partire dal 1969 anche il Premio di Pittura, un concorso riservato agli alunni delle scuole elementari delle località che ospitavano l'evento e dei paesi circostanti. Ogni anno il comitato organizzatore proponeva un tema diverso, linea guida per la successiva opera di ogni partecipante, il quale poteva esprimersi liberamente nella tecnica preferita utilizzando il materiale che gli veniva messo a disposizione. I vincitori venivano poi premiati assieme a quelli del Trofeo Topolino di sci alpino.

## Albo d'oro

### Slalom
| Edizione | Anno | Ragazzi                | Ragazzi                   | Allievi                 | Allievi               |
| Edizione | Anno | Maschi                 | Femmine                   | Maschi                  | Femmine               |
| -------- | ---- | ---------------------- | ------------------------- | ----------------------- | --------------------- |
| 9        | 1970 | Gerard Jager           | Edith Peter               | Paolo De Chiesa         | Margit Mayerhofer     |
| 10       | 1971 | Hannes Spiss           | Monika Bader              | Fabiano Bondinetti      | Manuela Fasoli        |
| 11       | 1972 | Thomas Geyer           | Cornelia Zika             | Josef Prieler           | Marties Mathies       |
| 12       | 1973 | Ambros Hauser          | Regine Mösenlechner       | Michael Koller          | Monika Bader          |
| 13       | 1974 | Stefan Mayerhofer      | Corista Puschman          | Karl Heinz Tschenett    | Marianne Zechmeister  |
| 14       | 1975 | Marc Girardelli        | Patricia Kästle           | Stefan Weiller          | Regine Mösenlechner   |
| 15       | 1976 | Guido Hinterseer       | Caroline Beer             | Joël Gaspoz             | Agnès Marin Cudraz    |
| 16       | 1977 | Rok Petrovič           | Michaela Gerg             | Marc Girardelli         | Carole Merle          |
| 17       | 1978 | Rok Petrovič           | Vroni Wallinger           | Ferdinand Kaufmann      | Sonja Stotz           |
| 18       | 1979 | Peter Jurko            | Ulrike Maier              | Johan Wallner           | Nadia Bonfini         |
| 19       | 1980 | Markus Senoner         | Lucia Medzihradská        | Rok Petrovič            | Sandra Schleicher     |
| 20       | 1981 | Patrice Bianchi        | Pavlina Schimmerová       | Sašo Robič              | Monika Maierhofer     |
| 21       | 1982 | Timo Pirskanen         | Bärbel Kaufmann           | Sašo Robič              | Anita Wachter         |
| 22       | 1983 | Non disputato          | Non disputato             | Non disputato           | Non disputato         |
| 23       | 1984 | Hans Knauß             | Sabina Panzanini          | Peter Kunkel            | Anita Wachter         |
| 24       | 1985 | Primož Jazbec          | Sabina Panzanini          | Stefan Šalamanov        | Pernilla Wiberg       |
| 25       | 1986 | Janez Slivnik          | Minna Norema              | Peter Svärdh            | Évelyne Clement       |
| 26       | 1987 | Ales Piber             | Urška Hrovat              | Anthony Rolland         | Claudia Klingenschmid |
| 27       | 1988 | Jérôme Baptendier      | Sandra Tissot             | Tobias Hellman          | Morena Gallizio       |
| 28       | 1989 | Non disputato          | Non disputato             | Non disputato           | Non disputato         |
| 29       | 1990 | Simon Rubatscher       | Silvija Cerne             | Jérôme Baptendier       | Mojca Suhadolc        |
| 30       | 1991 | Benjamin Raich         | Karin Truppe              | Fritz Mayerhofer        | Ilvi Rungaldier       |
| 31       | 1992 | Kurt Engl              | Larissa Bleiner           | Cristian Buchsteiner    | Aude Lucine           |
| 32       | 1993 | Wolfgang Hell          | Denise Karbon             | Michael Allgauer        | Karin Truppe          |
| 33       | 1994 | Stefan Moser           | Elisabeth Görgl           | Pierre Paquin           | Larissa Bleiner       |
| 34       | 1995 | Peter Struger          | Cristina Radici           | Burkhard Baer           | Tanja Poutiainen      |
| 35       | 1996 | Benjamin Thornhill     | Sabrina Duringer          | Thomas Rinfret          | Elisabeth Görgl       |
| 36       | 1997 | Manfred Horting        | Daniela Müller            | Piotr Kaczmarek         | Janica Kostelić       |
| 37       | 1998 | Alexander Ortler       | Sabine Schoenegeger       | Franz Moeser            | Sabrina Raich         |
| 38       | 1999 | Gjorgi Markovski       | Nadia Fanchini            | Will McDonald           | Lindsey Kildow        |
| 39       | 2000 | Davide Cervini         | Alessia Segulin           | Manuel Sandbichler      | Šárka Záhrobská       |
| 40       | 2001 | Luca Liore             | Michela Basso             | Louis-Philippe Therrien | Ana Jelušić           |
| 41       | 2002 | Christopher Schmeister | Stefanie Wopfner          | Beat Feuz               | Simone Strong         |
| 42       | 2003 | Thomas König           | Thea Grossvold            | Matthias Feichtner      | Nina Løseth           |
| 43       | 2004 | Jørgen Brath           | Kristina Riis-Johannessen | Andreas Haug            | Anna Fenninger        |
| 44       | 2005 | Christian Ferstl       | Nicole Agnelli            | Manuel Weiser           | Michelle Morik        |
| 45       | 2006 | n.d.                   | n.d.                      | Frederic Berthold       | Lara Gut              |
| 46       | 2007 | Andrea Provera         | Nina Žnidar               | Kieffer Christianson    | Emelie Wikström       |
| 47       | 2008 | n.d.                   | n.d.                      | Christian Gruber        | Ula Hafner            |
| 48       | 2009 | n.d.                   | n.d.                      | Henrik Kristoffersen    | Marlene Schmotz       |
| 49       | 2010 | n.d.                   | n.d.                      | Martin Fjeldberg        | Mikaela Shiffrin      |
| 50       | 2011 | Lukas Tritscher        | Carina Dengscherz         | Mathias Graf            | Chiara Mair           |
| 51       | 2012 | Victor Besson          | Lara Della Mea            | Albert Popov            | Jessica Hilzinger     |
| 52       | 2013 | Matteo Franzoso        | Serena Viviani            | Albert Popov            | Romane Geraci         |
| 53       | 2014 | Théo Lopez             | Ida Štimac                | Semyel Bissig           | Aline Danioth         |
| 54       | 2015 | Jules Baur             | Neja Dvornik              | Louis Schiele           | Nella Korpo           |
| 55       | 2016 | Jaakko Tapanainen      | Dženifera Ģērmane         | Francesco Colombi       | Neja Dvornik          |

### Combinata per nazioni
| Anno | Oro            | Argento        | Bronzo         |
| ---- | -------------- | -------------- | -------------- |
| 1970 | Austria        | Italia         | Germania Ovest |
| 1971 | Austria        | Italia         | Germania Ovest |
| 1972 | Austria        | Italia         | Germania Ovest |
| 1973 | Germania Ovest | Austria        | Italia         |
| 1974 | Austria        | Germania Ovest | Italia         |
| 1975 | Austria        | Italia         | Germania Ovest |
| 1976 | Austria        | Svizzera       | Germania Ovest |
| 1977 | Austria        | Jugoslavia     | Cecoslovacchia |
| 1978 | Austria        | Germania Ovest | Cecoslovacchia |
| 1979 | Austria        | Jugoslavia     | Italia         |
| 1980 | Italia         | Jugoslavia     | Cecoslovacchia |
| 1981 | Austria        | Germania Ovest | Jugoslavia     |
| 1982 | Austria        | Italia         | Francia        |
| 1983 | n.d.           | n.d.           | n.d.           |
| 1984 | Francia        | Italia         | Liechtenstein  |
| 1985 | Italia         | Austria        | Jugoslavia     |
| 1986 | Italia         | Jugoslavia     | Cecoslovacchia |
| 1987 | Jugoslavia     | Austria        | Italia         |
| 1988 | Italia         | Jugoslavia     | Austria        |
| 1989 | n.d.           | n.d.           | n.d.           |
| 1990 | Italia         | Jugoslavia     | Francia        |
| 1991 | Austria        | Italia         | Francia        |
| 1992 | Austria        | Italia         | Francia        |
| 1993 | Austria        | Italia         | Francia        |
| 1994 | Austria        | Italia         | Francia        |
| 1995 | Italia         | Austria        | Francia        |
| 1996 | Italia         | Austria        | Francia        |
| 1997 | Austria        | Italia         | Francia        |
| 1998 | Austria        | Italia         | Slovenia       |
| 1999 | Austria 2      | Italia         | Slovacchia     |
| 2000 | Italia A       | Austria        | Italia B       |
| 2001 | Italia A       | Austria        | Slovenia       |
| 2002 | Austria        | Italia A       | Slovenia       |
| 2003 | Austria        | Italia A       | Norvegia       |
| 2004 | Austria        | Norvegia       | Italia         |
| 2005 | Italia         | Austria        | Slovenia       |
| 2006 | Austria        | Slovenia       | Svizzera       |
| 2007 | Austria        | Slovenia       | Svizzera       |
| 2008 | Italia         | Slovenia       | Germania       |
| 2009 | Austria        | Germania       | Italia         |
| 2010 | Austria        | Slovenia       | Italia         |
| 2011 | Austria        | Francia        | Svizzera       |
| 2012 | Italia         | Svizzera       | Francia        |
| 2013 | Italia         | Austria        | Croazia        |
| 2014 | Italia         | Svizzera       | Germania       |
| 2015 | Italia         | Francia        | Slovenia       |
| 2016 | Italia         | Slovenia       | Italia         |